# Fusion (R&B-Band)
Fusion war eine von 1998 bis 2000 aktive Pop/R&B-Gruppe aus Deutschland. 

## Bandgeschichte
Die Formation bestand aus vier Mitgliedern, und zwar den Sängern Matthew Tasa (der für die meisten Songs der Gruppe die Musik und Texte schrieb), Mukaddes Toker, Denise Modjallal (welche 2003 unter dem Namen Ateed ein Solo-Album veröffentlicht hat) und dem Rapper Harun Özüaydin. Für die Band verantwortlich war das von Heiko Schmidt und Roberto "Geo" Rosan gegründete Produzententeam Paramusic, die auch das Projekt Sweetbox ins Leben gerufen hatten.
Die erste Singleveröffentlichung der Band hieß China In Your Hand, die trotz des Titels keinerlei Ähnlichkeiten zum gleichnamigen Lied der Gruppe T’Pau hatte. Das Lied konnte sich 19 Wochen lang in den deutschen Singlecharts und 13 Wochen lang in der Schweizer Hitparade halten. Das dazugehörige Musikvideo wurde in die Rotation von VIVA aufgenommen und es folgten Interviews sowie Auftritte bei GIGA, Top of the Pops und The Dome. Der Song war ebenfalls auf Sampler-Reihen, wie Bravo Hits vertreten.
Nach dem Erfolg des Liedes erschien eine weitere Single, You Make Me Feel und daraufhin auch das Debütalbum In Fusion One. Beide Veröffentlichungen verfehlten den Einstieg in die Charts. Im Januar 2000 versuchte man vergeblich, mit einer nicht auf dem Album enthaltenen Coverversion des Liedes Toy Soldier von Martika an den Erfolg von China In Your Hand anzuknüpfen. Auch dieser Titel konnte sich nicht in den Hitlisten platzieren. Es blieb die letzte Veröffentlichung von Fusion. Die Gruppe löste sich daraufhin auf.

## Diskografie

### Studioalben
- 1999: In Fusion One

### Singles
| Jahr | Titel Album                      | Höchstplatzierung, Gesamtwochen, AuszeichnungChartplatzierungen (Jahr, Titel, Album, Platzierungen, Wochen, Auszeichnungen, Anmerkungen) | Höchstplatzierung, Gesamtwochen, AuszeichnungChartplatzierungen (Jahr, Titel, Album, Platzierungen, Wochen, Auszeichnungen, Anmerkungen) | Höchstplatzierung, Gesamtwochen, AuszeichnungChartplatzierungen (Jahr, Titel, Album, Platzierungen, Wochen, Auszeichnungen, Anmerkungen) | Anmerkungen                           |
| Jahr | Titel Album                      | DE | AT | CH | Anmerkungen                           |
| ---- | -------------------------------- | --- | --- | --- | ------------------------------------- |
| 1999 | China In Your Hand In Fusion One | DE27 (19 Wo.)DE | — | CH7 (13 Wo.)CH | Erstveröffentlichung: 25. Januar 1999 |

Weitere Singles
- 1999: You Make Me Feel
- 2000: Toy Soldier